# Relaciones España-Hong Kong
Las relaciones España-Hong Kong son las relaciones bilaterales entre España y Hong Kong. Al tratarse de Hong Kong de una región administrativa especial de la República Popular China, es ésta la que gestiona algunos asuntos exteriores de Hong Kong. España tiene un consulado general en Hong Kong. Hong Kong disfruta de un considerable grado de autonomía, particularmente en los aspectos comerciales, y pertenece por sí mismo a varios organismos.

## Historia
Las relaciones bilaterales de Hong Kong y España se remontaban a la Era del Descubrimiento, cuando Hong Kong era una colonia del Imperio portugués como Tamão y un puesto comercial de Imperio Ming. Scholar ha sugerido que el imperio Ming y el contacto directo del Imperio español se remonta a la década de 1570 cuando los españoles pudieron establecer Manila como una base comercial. El vínculo pre-moderno trans-Pacífico tuvo un impacto de gran alcance que afectó áreas como Hong Kong y la América española.

## Oficinas representativas
España tiene un Consulado General en Central (Hong Kong). La conexión entre los dos continuó cuando el Reino Unido se retiró de Hong Kong en 1997. La Oficina Económica y Comercial de Hong Kong en Bruselas representa Hong Kong en España.

## Relaciones y acuerdos comerciales
El art. 13 de la Ley Básica estipula que el Gobierno Popular Central es el responsable de las relaciones exteriores de la R.A.E. de Hong Kong. No obstante, el art. 151 habilita a Hong Kong, usando el nombre “Hong Kong, China” a concluir ciertos acuerdos de carácter económico. Hong Kong es miembro asociado de la Comisión Económica y Social de las Naciones Unidas para Asia y el Pacífico (ESCAP) y además, participa en grados diferentes en las actividades de la UNCTAD y la OCDE.
El 13 de abril de 2012 entró en vigor el convenio de doble imposición firmado el pasado 1 de abril de 2011 por la vicepresidenta segunda y ministra de Economía y Hacienda del Gobierno español, Elena Salgado, y el Chief Secretary for Administration de la Región Administrativa Especial de Hong Kong, Henry Tang Ying-Yen. Este convenio está llamado a evitar la doble imposición y regular los intercambios de información entre España y Hong Kong.
En virtud de este convenio, Hong Kong perdió su condición de paraíso fiscal para España desde el pasado 13 de abril, momento en que entró en vigor. Las disposiciones de este convenio entrarán en vigor a partir del día 1 de abril de 2013. 

### Relaciones con la Unión Europea
Se mantiene el comercio directo con Hong Kong y se le concede un tratamiento autónomo en lo referente a los regímenes comerciales. La importancia de los intereses europeos en Hong Kong, hace que continúe siendo un socio importante de la UE en Asia, jugando un papel central en las relaciones con China.

### Cámara de Comercio de España en Hong Kong
La Cámara Oficial de Comercio de España en Hong Kong es una organización privada sin ánimo de lucro, cuyo principal objetivo es la promoción de sus socios y las relaciones comerciales, económicas e industriales entre España y Hong Kong. La condición de socios de la Cámara proporciona numerosos servicios personalizados y beneficios.

## Transporte
En junio de 2016, Cathay Pacific comenzó a realizar vuelos directos entre Hong Kong y Madrid (Madrid).